# Main Plaza
Lindner Hotel & Residence Main Plaza – wieżowiec we Frankfurcie nad Menem, zlokalizowany po południowej stronie rzeki Main w dzielnicy Sachsenhausen. Ma 88 metrów wysokości. Został oddany do użytku 1 października 2001. 
Architektem budynku jest Hans Kollhoff. Wieżowiec ma elewację z ciemnoczerwonej cegły i złocone szczyty, przypominające wieżowce amerykańskie z lat dwudziestych. Wyglądem jest zbliżony do stojącego w Nowym Jorku budynku "American Standard Building" wybudowanego w latach 1923-1924. Lindner Hotel & Residence Main Plaza mieści 118 pokoi i apartamentów, a także 17 kompletnie urządzonych mieszkań (rezydencji) ulokowanych na 23 piętrach.
Wśród mieszkańców Frankfurtu nad Menem budynek nazywany jest Spróchniałym Zębem lub Kopcem Termitów.